# تری‌کربن

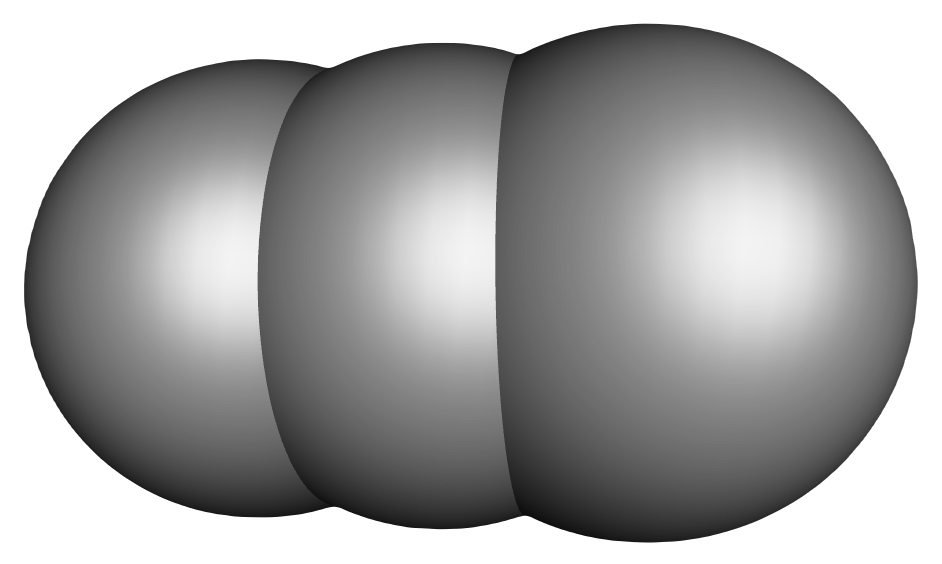
تری کربن

تری‌کربن (به انگلیسی: Tricarbon) با نام سیستماتیک ۳λ۲ ،۱λ۲ -پروپادی‌ان یک ترکیب معدنی با فرمول شیمیایی (C۲(μ-C است که همچنین به‌صورت C۳ نیز نمایش داده می‌شود. تری‌کربن گازی بی‌رنگ است که فقط به‌صورت رقیق شده و یا محلول به‌صورت یک محصول افزایشی وجود دارد. این مولکول یکی از ساده‌ترین ترکیبات کاربنی اشباع نشده‌است . 